# U.S. Route 66
La United States Route 66 (meglio nota come Route 66 o Strada Madre) fu una delle prime autostrade federali statunitensi (strada a carattere nazionale), venendo aperta l'11 novembre 1926, anche se fino all'anno seguente non furono installati tutti i cartelli indicatori. Originariamente collegava Chicago alla spiaggia di Santa Monica, attraversando gli stati di Illinois, Missouri, Kansas, Oklahoma, Texas, Nuovo Messico, Arizona e California, su una distanza complessiva di 3 940 chilometri (2 450 mi).
Usata per la migrazione verso ovest, specialmente durante il Dust Bowl, supportò l'economia delle comunità attraverso le quali passava: le popolazioni prosperarono per la crescente popolarità della strada, ed alcune di queste combatterono tenacemente per tenerla in vita dopo la nascita del nuovo Interstate Highway System. La via fu ufficialmente rimossa dal sistema delle highway nel 1985, quando assieme alle altre fu rimpiazzata dallo Interstate Highway System. 
La strada esiste attualmente con il nome di Historic Route 66 ed è così tornata sulle mappe in questa veste. Il tracciato della Route 66 è stato rimpiazzato da cinque autostrade che sono:
- la Interstate 55 (da Chicago a St. Louis)
- la Interstate 44 (da St. Louis a Oklahoma City)
- la Interstate 40 (da Oklahoma City a Barstow)
- la Interstate 15 (da Barstow a San Bernardino)
- la Interstate 10 (da San Bernardino a Santa Monica)

## Storia

### Nascita e crescita della Route 66
Patrocinata nel 1923, quando si cominciò a parlare di un sistema di strade nazionali, da Cyrus Avery, nativo dell'Oklahoma, la US 66 fu aperta al traffico nel 1926, ma la pavimentazione fu completata solo nel 1938. Avery voleva fortemente che questa strada avesse un numero pari e propose il numero 60. Nacque una polemica per l'assegnazione del 60, principalmente dai rappresentanti del Kentucky che volevano che la strada fra Virginia Beach e Los Angeles portasse questo numero e che la 62 collegasse Chicago a Springfield (Missouri). Argomentazioni e contro-argomentazioni si scontrarono fino a quando non venne presa la decisione finale di chiamare US 60 la strada fra Virginia Beach e Springfield (Missouri) e che la US 62 fosse quella che collegava Chicago a Springfield (MIssouri). Fu così che Avery scelse il "66" (che era rimasto inutilizzato) perché pensò che la ripetizione del numero fosse facile da ricordare e piacevole da dire ed ascoltare.
Quando il sistema federale fu creato ufficialmente, Avery si adoperò per la creazione di un'associazione per la promozione della US 66 al fine sia di completare la pavimentazione da un'estremità all'altra che di promuovere i viaggi su questo percorso. Nel 1927 l'associazione venne creata con base a Tulsa (Oklahoma), con John T. Woodruff (di Springfield, Missouri) come presidente. Nel 1928 l'associazione fece la prima azione di propaganda della strada con il Bunion Derby, una gara podistica fra Los Angeles e New York. Era previsto che il percorso fra Los Angeles e Chicago fosse fatto sulla Route 66. La pubblicità fece il suo lavoro e molti personaggi celebri fra cui Will Rogers, salutarono i partecipanti in punti prestabiliti. L'associazione continuò il suo servizio di promozione fino a quando venne sciolta nel 1976.

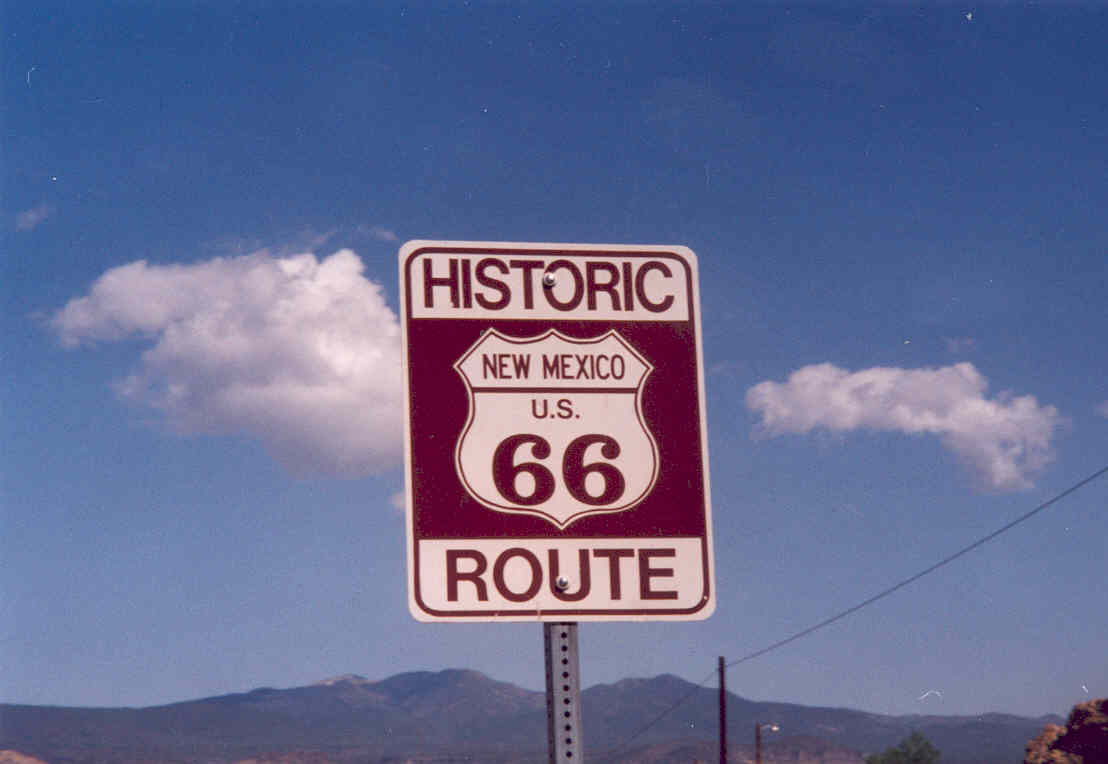
Cartello stradale moderno, nel Nuovo Messico, lungo il percorso della Route 66 parte del National Scenic Byway

Il traffico crebbe anche a causa delle zone attraversate. Larga parte del tracciato era pianeggiante e ciò la fece preferire dai guidatori di mezzi pesanti. Il Dust Bowl degli anni trenta vide molte famiglie rurali, principalmente dall'Oklahoma, Kansas e Texas, prendere la strada per cercare nuove opportunità ad ovest. La Route 66 divenne il percorso preferito da queste persone, spesso denigratoriamente chiamate Okies. Durante la Grande depressione, dette un minimo reddito alle popolazioni che vivevano lungo il percorso. La strada passava dentro molti piccoli paesi, ed il traffico crescente, aiutava a creare quelle piccolissime imprese familiari (mom-and-pop) fra cui stazioni di servizio, ristoranti e riparatori d'auto lungo tutto il percorso.
Come tutte le altre highways anche la 66 aveva il fondo in terra battuta. Grazie agli sforzi dell'Associazione della Route 66, divenne la prima strada completamente asfaltata nel 1938. Molti erano i punti pericolosi così che alcuni tratti la fecero conoscere come Bloody 66 (Sanguinosa 66), ma subito vennero avviati lavori per migliorare la sicurezza e togliere le curve più pericolose. Un tratto (attraverso le Black Mountains in Arizona) era costellato di tornanti e considerato così pericoloso che i primi viaggiatori, troppo spaventati alla prospettiva di guidare da soli su una strada così pericolosa, spesso ingaggiavano piloti locali esperti del tracciato. Questo tratto rimase così fino al 1953 e nonostante questo pericoloso tratto la Route 66 rimase molto popolare.

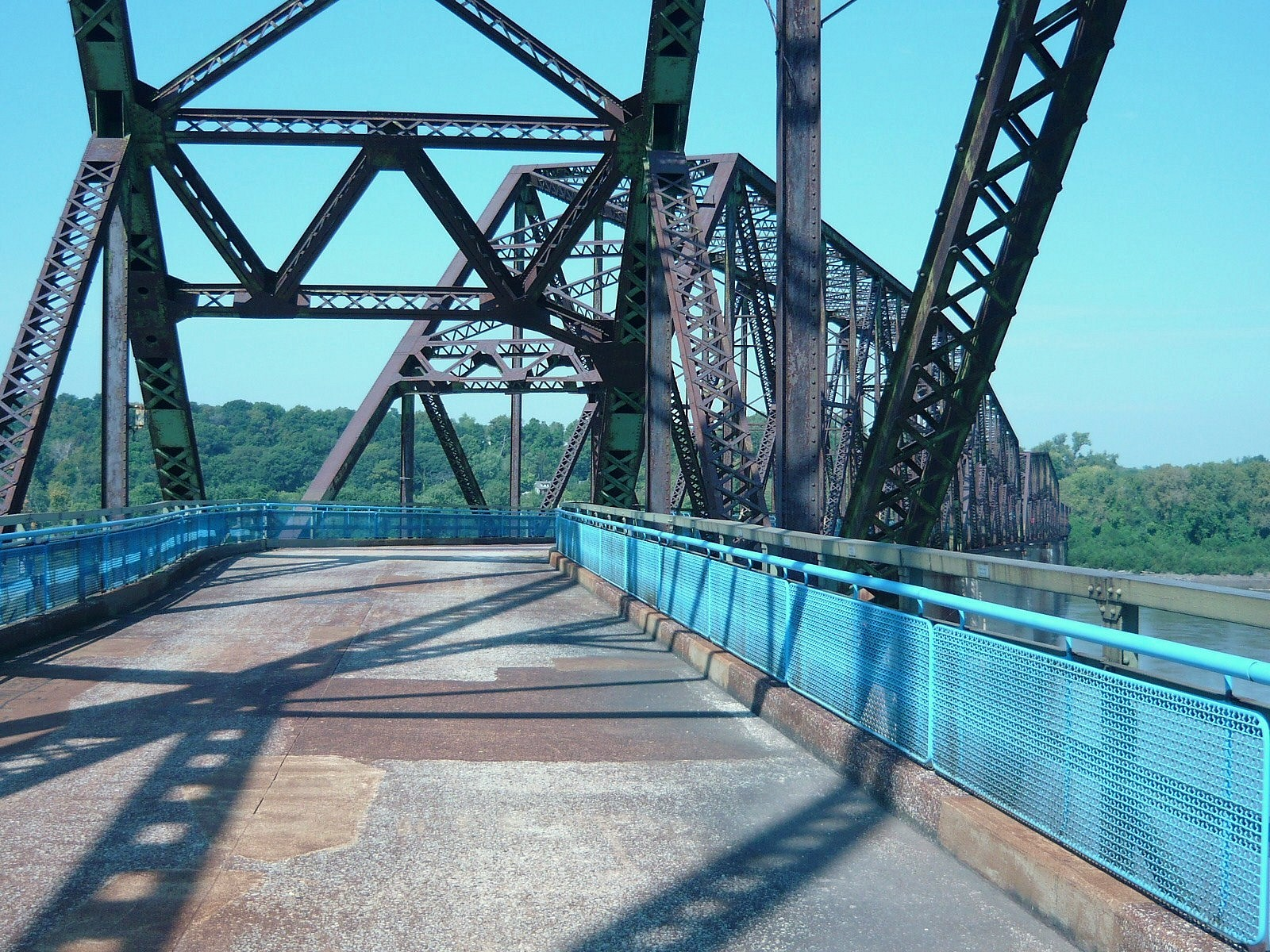
Il ponte Chain of Rocks fu costruito per sopportare il crescente traffico sulla Route 66 nei pressi di St. Louis

Durante la seconda guerra mondiale, la Route 66 vide il passaggio dei molti che si recavano verso le industrie di materiale bellico in California. Route 66 completamente asfaltata, già famosa divenne una delle strade più trafficate e servì anche per spostare materiale militare. Nei pressi di Fort Leonard Wood nel Missouri, posizionato vicino alla highway venne costruita una vera autostrada con corsie separate per aiutare a smaltire l'intenso traffico.
Negli anni cinquanta, la Route 66 divenne la strada preferita da chi si spostava verso Los Angeles per vacanza. La strada passa attraverso il Painted Desert (Deserto dipinto) in Arizona e nei pressi del Grand Canyon. Meteor Crater, il celebre cratere meteoritico dell'Arizona era una delle altre attrazioni che punteggiavano il viaggio. L'aumento vertiginoso del turismo dette l'impulso alla nascita di molte attrazioni commerciali lungo tutto il tracciato: si va dai motel a forma di tepee (la capanna indiana), negozi a forma di budino, negozi che vendono oggetti dei nativi americani e fattorie specializzate nell'allevamento di rettili. Il locale Meramec Caverns vicino a San Louis iniziò a fare pubblicità proclamandosi come il nascondiglio di Jesse James. Un ristorante The Big Texan pubblicizzava che avrebbe regalato una cena con bistecca da 2 kg (72 once) a chiunque fosse riuscito a mangiarla completamente in un'ora. È sulla 66 che è stato anche inventata l'industria del fast food con il Red Giant Hamburgs a Springfield (Missouri), che fu il primo drive-in, ed il primo McDonald's a San Bernardino. Cambiamenti come questi al paesaggio hanno cementato la reputazione della 66 come un esempio quasi perfetto del microcosmo culturale dell'America, adesso strettamente legato all'automobile.

### Cambiamenti nei percorsi

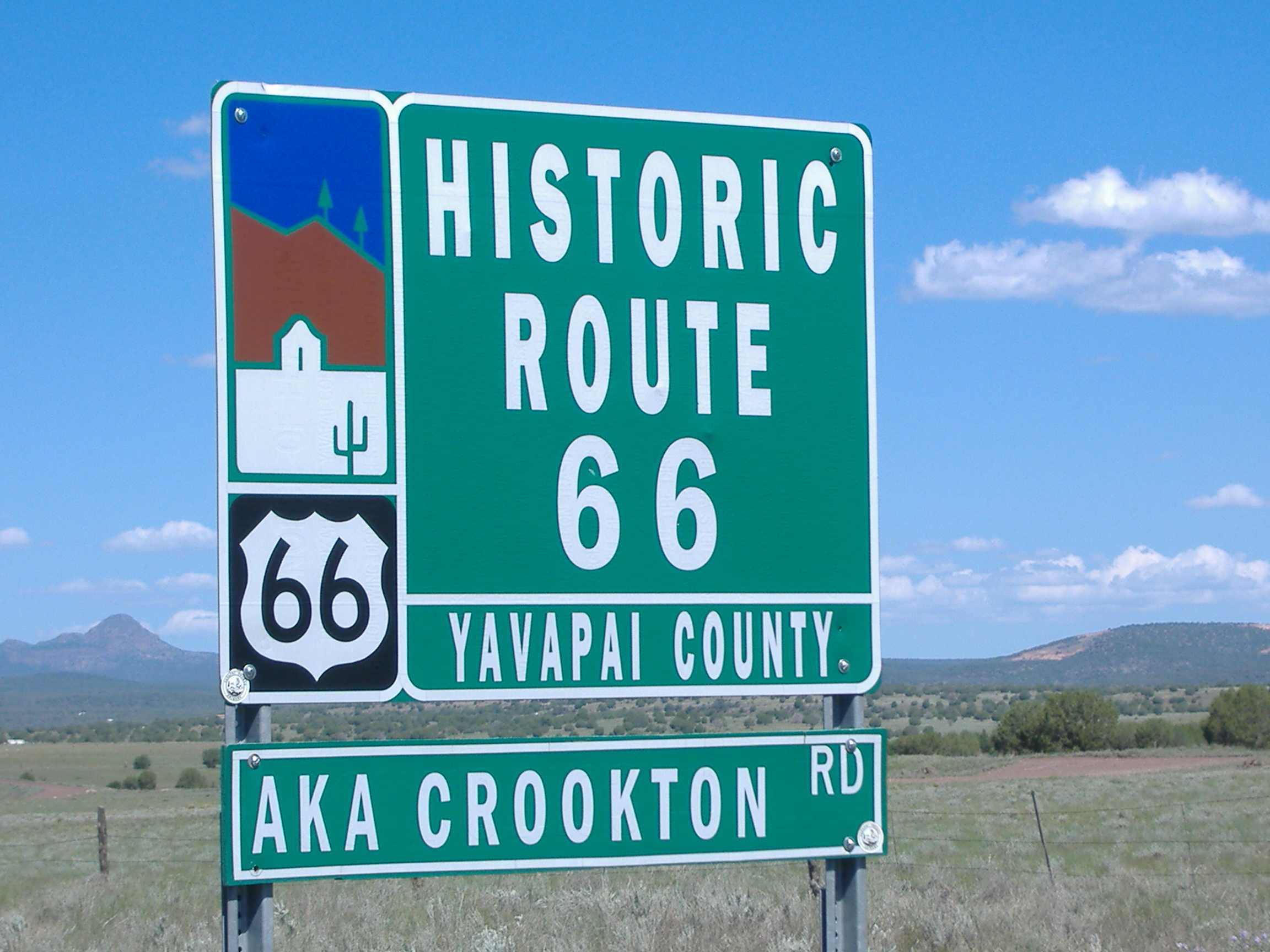
Cartello stradale lungo il percorso della Route 66, in Arizona

Quattro pezzi principali della 66 ebbero dei cambiamenti di percorso già durante gli anni trenta:
- nel 1930, fra Springfield e San Louis East la Route 66 fu spostata a est più o meno dove adesso è la I-55. La posizione scelta inizialmente segue l'attuale Illinois State Route 4;
- dal centro di San Louis a Gray Summit (Missouri) la 66 seguiva Market Street e Manchester Road (adesso Missouri State Highway 100). Nel 1932 questo percorso venne cambiato, quello originale era stato considerato solo provvisorio. Il percorso prescelto doveva essere lungo Watson Road (adesso Missouri State Highway 366), ma Watson Road non era ancora completata;
- da ovest di El Reno (Oklahoma) fino a Bridgeport (Oklahoma), la Route 66 girava a nord verso Calumet (Oklahoma) e poi a ovest verso Geary (Oklahoma). Nel 1933 venne approntata una bretella da ovest di El Reno direttamente ad un miglio a sud di Bridgeport scavalcando il fiume South Canadian con un ponte in acciaio di 38 campate e deviando da Calumet e Geary per diverse miglia;
- da ovest di Santa Rosa (Nuovo Messico) fino a nord di Los Lunas (Nuovo Messico) la strada originariamente voltava a nord da quella che adesso la I-40 lungo il percorso della odierna US 84 fino vicino a Las Vegas (Nuovo Messico), poi seguendo più o meno la I-25 attraverso Santa Fe e Albuquerque fino a Los Lunas e poi girava a nord-ovest lungo la moderna State Highway 6 fino ad un punto vicino a Laguna. Nel 1937 fu completato un tracciato più rettilineo da ovest di Santa Rosa attraverso Moriarity e da est verso ovest attraverso Albuquerque fino ad ovest di Laguna. Questo nuovo tracciato risparmiava ai viaggiatori più di quattro ore di viaggio attraverso il Nuovo Messico.

Oltre a questi, la 66 è stata deviata intorno a grandi città per permettere ai viaggiatori di evitare la congestione dei centri abitati. Alcune di queste città sono: Springfield (Illinois), San Louis (Missouri), Joplin (Missouri) e Oklahoma City (Oklahoma).

### Declino

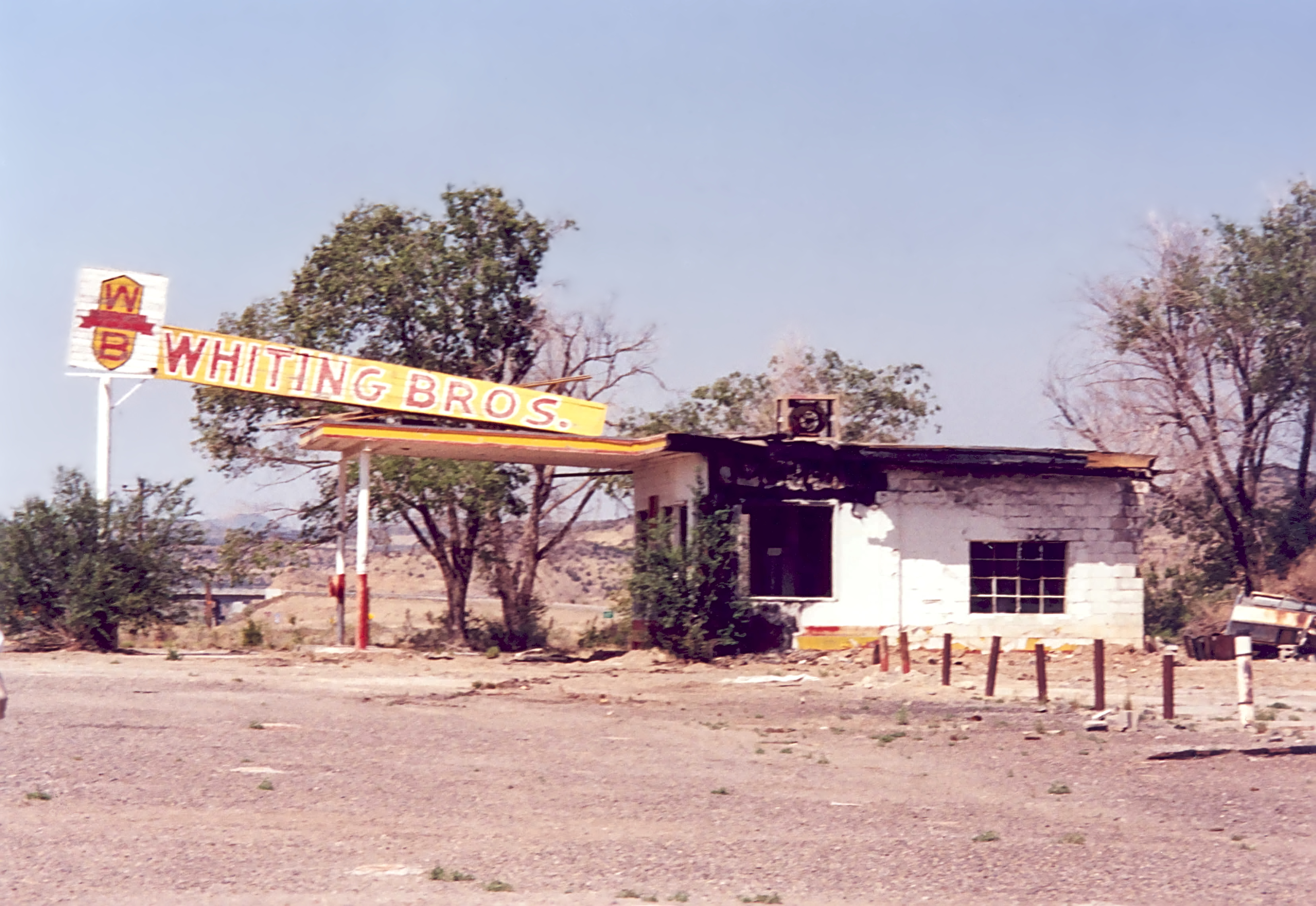
Stazione di servizio Whiting Brothers danneggiata dal fuoco ed abbandonata (Nuovo Messico). Lungo tutta la 66 sono compiuti sforzi per conservare gli edifici originali come questo.

L'inizio della fine della Route 66 fu nel 1956 quando il Presidente Dwight Eisenhower firmò il Federal-Aid Highway Act (Atto per l'aiuto federale per le autostrade). Eisenhower era stato generale durante la seconda guerra mondiale ed aveva combattuto in Germania ed era stato impressionato dalle autostrade tedesche (le autobahn). Un sistema che permetteva trasferimenti ad alta velocità. Ritenne che si potesse applicare un sistema simile anche negli Stati Uniti che permettesse di spostarsi da uno stato all'altro senza fermarsi e permettere anche di spostare rapidamente truppe in caso di emergenza nazionale.
Durante i suoi quasi 60 anni di vita, la Route 66 fu in costante mutamento. Come l'ingegneria delle costruzioni civili è progredita e sono aumentate le necessità di trasporto, gli ingegneri hanno costantemente studiato soluzioni per realizzare collegamenti sempre più diretti fra città e paesi. L'aumento del traffico portò ad un costante miglioramento della 66, in particolare l'Illinois subito dopo la guerra iniziò ad allargare la strada portandola a quattro corsie praticamente su tutto il territorio dello stato da Chicago fino al fiume Mississippi appena ad est di San Louis e vennero realizzate circonvallazioni di tutte le città e paesi. Nella prima metà degli anni cinquanta anche lo stato del Missouri portò il tratto 66 che la attraversa a quattro corsie e completò tutte le circonvallazioni. Larga parte delle sezioni realizzate a quattro corsie poi vennero integrate nel sistema delle Interstate negli anni che seguirono.
Nel 1953 la maggiore modifica fu la realizzazione del Turner Turnpike in Oklahoma fra Tulsa e Oklahoma City. Questo tratto a pagamento di 144 km (88 miglia) corre parallelo alla US 66 per la sua intera lunghezza ed evita tutti i centri abitati. Nel 1957 questo tratto fu collegato con il nuovo Will Rogers Turnpike. Questa sezione collega Tulsa a Oklahoma (Missouri) passa ad ovest di Joplin (Missouri) ancora parallela alla 66 scavalcando le città del nord-est dell'Oklahoma come l'intero stato del Kansas. Entrambe le Turnpike furono presto integrate nel progetto delle Interstate con il nome I-44 assieme al tratto di 66 che circonda Tulsa.

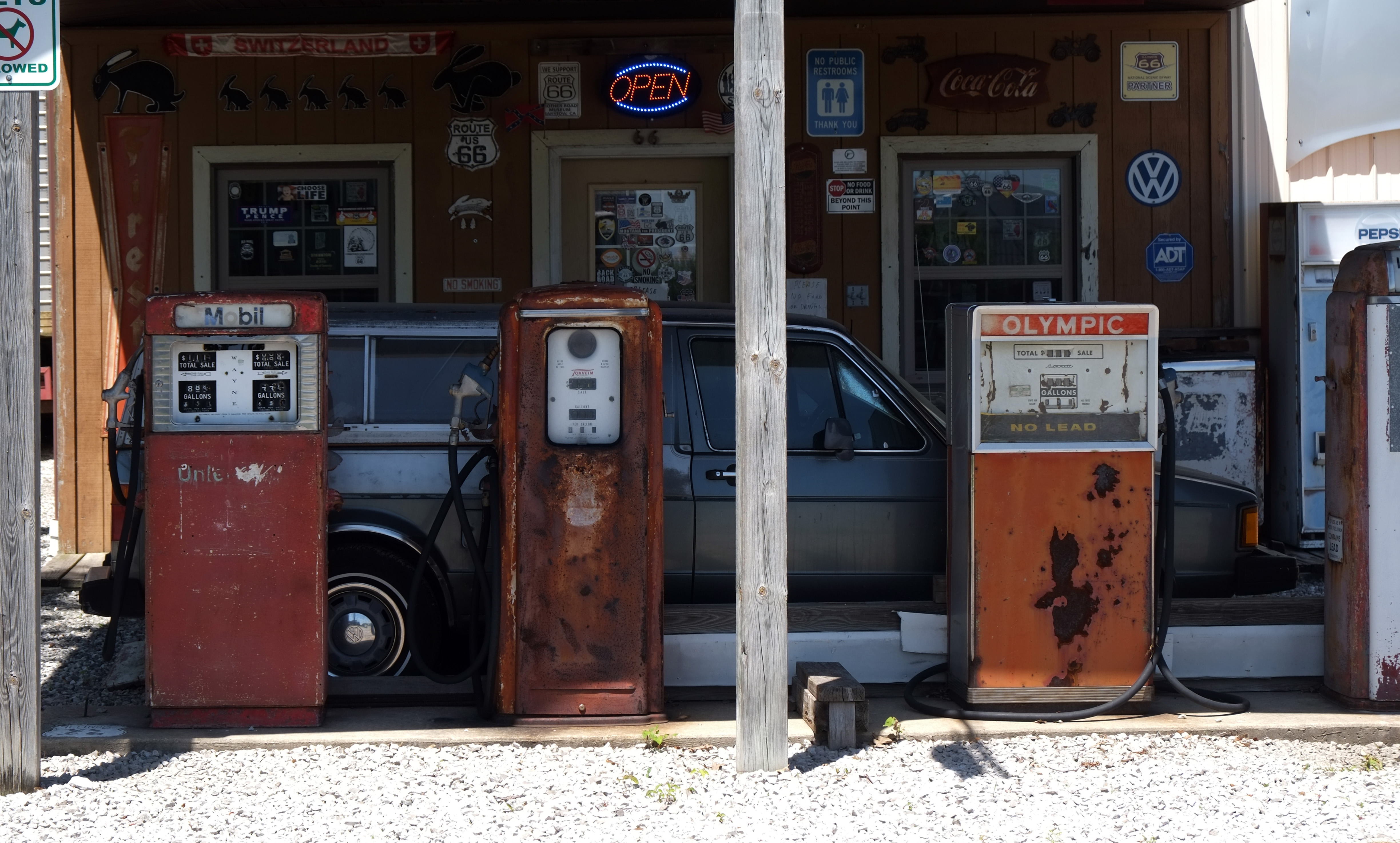
Vecchia stazione di rifornimento sulla strada

Originariamente era previsto che l'ultima parte della US 66 dovesse essere sostituita da interstate nel Texas, ma come succede molte volte ci furono ricorsi contro la costruzione di nuove autostrade. L'associazione della Route 66 si pose come portavoce di coloro che temevano di vedere una diminuzione dei propri affari con la costruzione delle nuove autostrade. Infatti dato che l'accesso alle interstate avviene con rampe ed interconnessioni, i viaggiatori non hanno la possibilità di entrare in contatto con le attività commerciali direttamente. Inizialmente era previsto di permettere, almeno alle catene commerciali più importanti, di avere spazi commerciali. Con una serie di ricorsi legali questo fu impedito a parte sulle strade a pagamento. Alcune città del Missouri minacciarono azioni legali, mai portate avanti, se l'amministrazione avesse rimosso i cartelli stradali indicanti il percorso. Alcune attività erano ben conosciute per il fatto di essere sulla 66 e venne allora avanzata la richiesta di chiamare Interstate 66 il tratto fra San Louis e Oklahoma City, ma anche questa richiesta venne respinta. Nel 1984 anche il tratto attraversante l'Arizona venne cancellato dalle mappe con il completamento della Interstate 40 attraverso Williams (Arizona). Alla fine con la decertificazione da parte della American Association of State Highway and Transport, l'anno seguente la US Highway 66 cessò ufficialmente di esistere.
Con la cancellazione della US 66, non venne creata una sostituta unica. La I-55 ricalca il tratto fra Chicago e San Louis; la I-44 fino a Oklahoma City; la I-40 ne ha preso il tratto più lungo prendendo il posto della 66 fino a Barstow (California); la I-15 porta fino a San Bernardino ed infine la I-10 porta i viaggiatori attraverso l'area metropolitana di Los Angeles fino a Santa Monica.

### Dopo la cancellazione

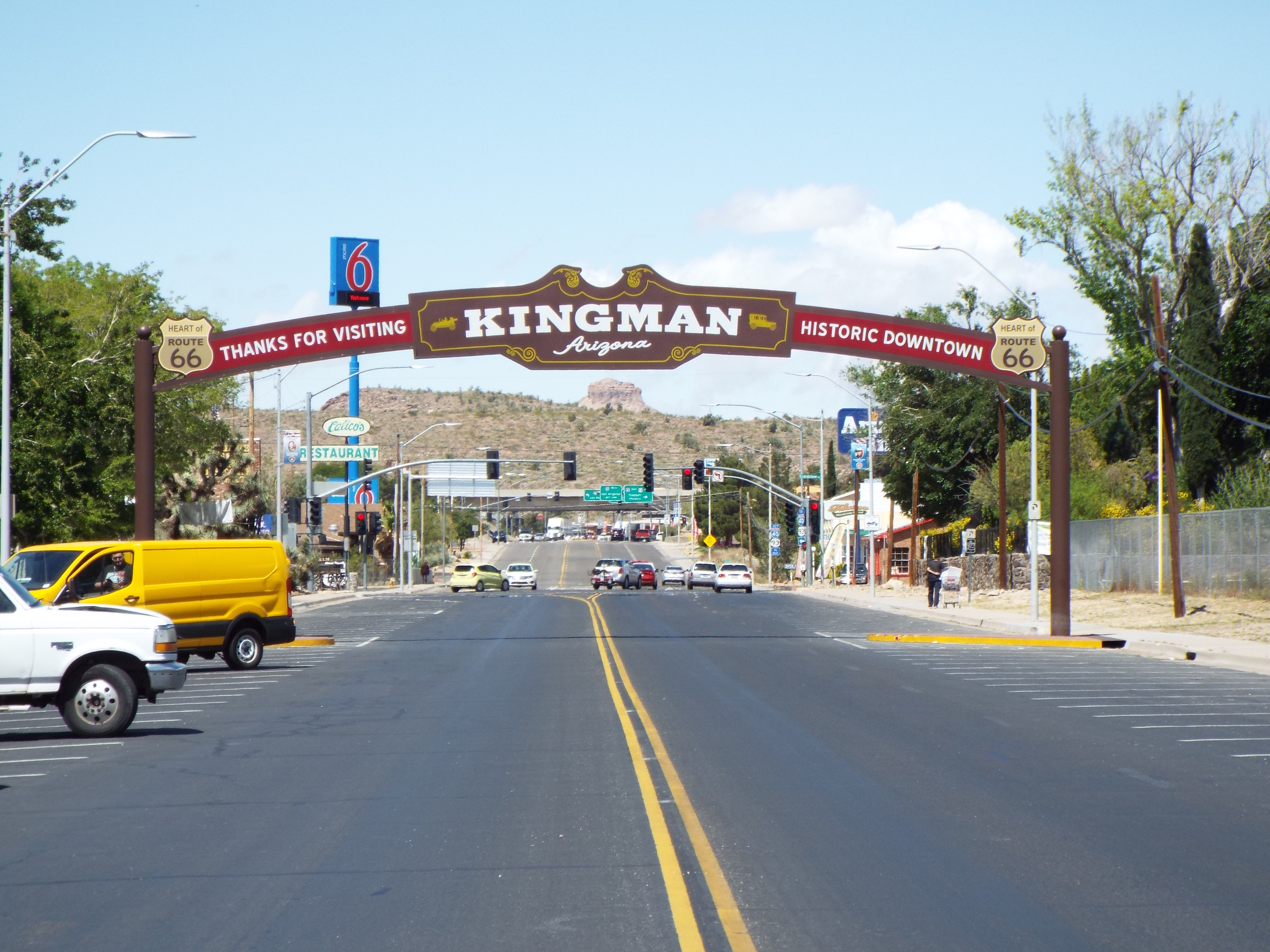
Città come Kingman (Arizona) promuovono il loro legame con la Route 66

Quando la highway venne dismessa, i vari tronchi della strada vennero trattati in modi molto diversi. Per molte città divenne un collegamento commerciale con le interstate. Alcuni tratti diventarono strade statali, locali, private od addirittura abbandonate. Più dell'ottanta percento del tracciato originale e delle varie modifiche possono essere percorsi ancor oggi con un'attenta pianificazione. Alcuni tronchi sono ancora abbastanza ben conservati, incluso quello fra Springfield (Missouri) e Tulsa.
Alcuni stati hanno tenuto la designazione 66 per parte della highway come strada dello stato. Le Highway 366, 266 e 66 dello stato del Missouri sono tratti originali della 66. La Oklahoma State Highway 66 rimane un percorso gratuito vicino alle Turnpike. Un lungo tratto in Arizona chiamato Arizona State Highway 66 collega Seligman a Kingman. Un pezzo della strada che collega San Bernardino a La Verne, conosciuta come Foothill Boulevard nella parte orientale di Los Angeles ha preso il nome di California State Highway 66. Molte strade delle varie contee e strade cittadine continuano ad assumere il nome di 66.

### Revival
Nel 1990 vennero fondate due associazioni per la Route 66 in Arizona e Missouri ed altre ne nacquero di lì a poco. Lo stesso anno lo Stato del Missouri dichiarò la Route 66 come Strada di interesse storico. Il primo cartello indicante Historic Route 66 venne installato a Kearnery Street all'incrocio con Glenstone Avenue a Springfield (Missouri) (adesso è stato rimpiazzato ed è stato spostato vicino a Eureka, Missouri).
Altri cartelli, a volte sporadicamente, segnano l'intero tracciato. Una sezione della strada in Arizona è stata registrata nel National Register of Historic Places (Registro nazionale dei luoghi di interesse storico); la Arroyo Seco Parkway nell'area metropolitana di Los Angeles e Route 66 nel Nuovo Messico sono stati segnalati nel National Scenic Byways (Strade secondarie di interesse paesaggistico); nel 2005 lo Stato del Missouri ha dichiarato la strada State scenic byway per tutto il tratto che gli compete. Nelle città di Rancho Cucamonga, Rialto e San Bernardino (tutte in California) sono stati installati cartelli della US-66 lungo il Foothill Boulevard.

## Cultura di massa

Il simbolo della strada nella cultura di massa

- La Route 66 ha dato il nome a molte aziende ed è stata immortalata anche nella letteratura, musica e televisione statunitense. Anche molte compagnie sono associate con la Highway 66 per il fatto di essere sulla strada o poco distante da essa, come ad esempio il benzinaio Phillips 66, che ha preso parte del nome direttamente dalla strada. Alla fine degli anni venti due ingegneri chimici scelsero il tratto che attraversa l'Oklahoma per testare le qualità di una nuova benzina prodotta da una compagnia di Tulsa, approfittando del fatto che si presentasse piatto e senza curve. Il test andò particolarmente bene, tanto che il passeggero esclamò che l'auto andava like sixty. Il conducente controllò il tachimetro e rispose che stavano andando like 66 (a 66). La combinazione del numero della strada e della velocità dell'auto dette il nome alla benzina, che si chiama così ancor oggi.
- Nel 1940 lo scrittore californiano John Steinbeck pubblicò il romanzo The Grapes of Wrath (Furore), in cui narra il percorso verso ovest dei contadini dell'Oklahoma durante il Dust Bowl verso la valle di San Joaquin, in California. Il libro descrive i molti problemi avuti da queste persone, inclusi pregiudizi e povertà, e come viaggiarono per il sogno di una vita migliore. Steinbeck dedica un capitolo intero a descrivere il percorso verso ovest, che attraversa Oklahoma City e prosegue lungo la Route 66. Lo scrittore si riferisce alla 66 come la Mother Road (la strada madre), un soprannome che è ancora usato oggi. Il libro vinse il Premio Pulitzer e rese la strada ancora più famosa. Più recentemente la Route 66 fece da sfondo anche ad altri libri e romanzi, come ad esempio La strada delle anime perse della scrittrice Carol O'Connell.[3]

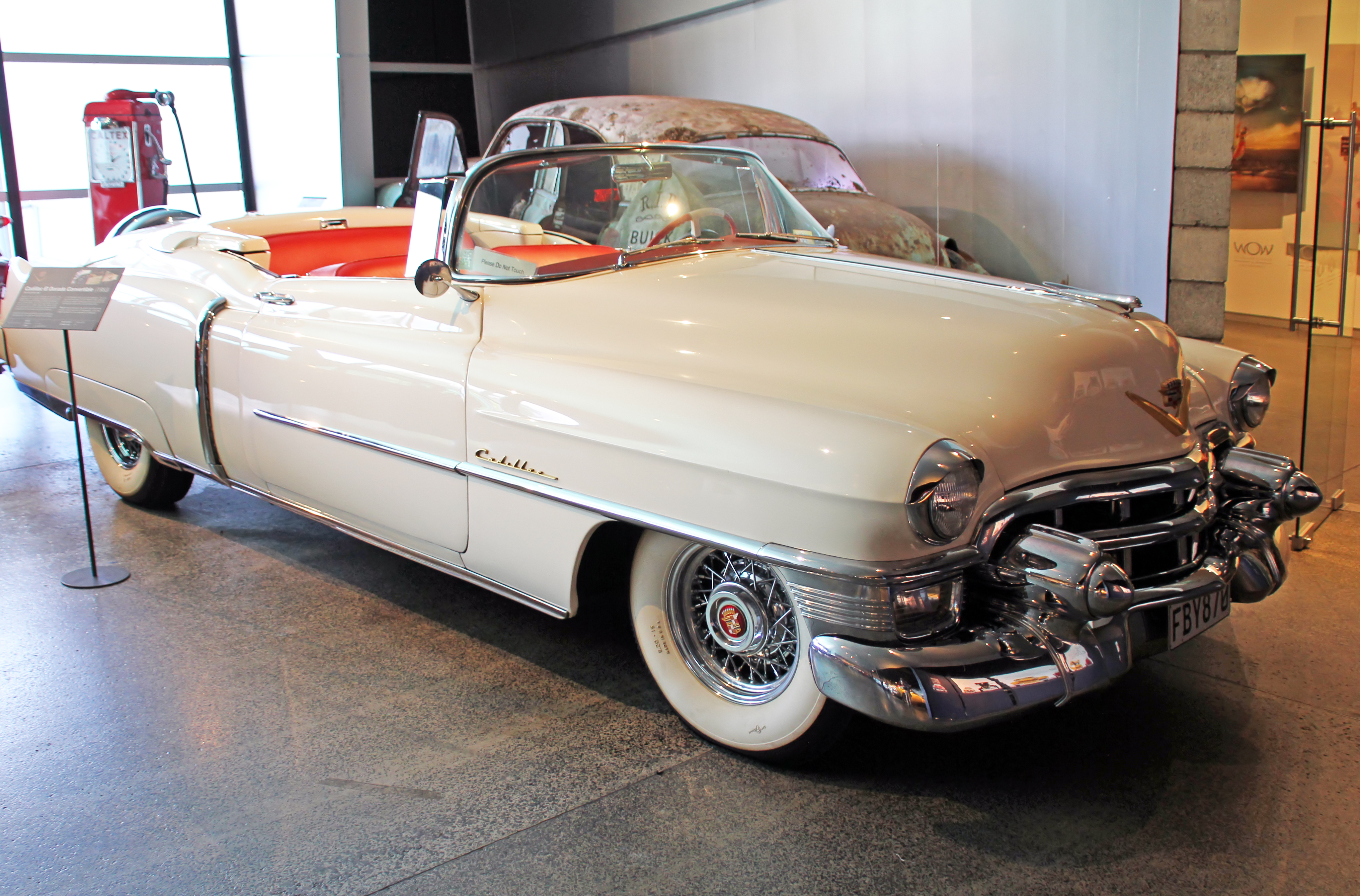
Una Cadillac, simbolo dei viaggi sulla Route66

- Nel 1946 il compositore jazz e pianista Bobby Troup scrisse la sua famosa (Get Your Kicks On) Route 66, dopo aver percorso di persona la highway per andare in California. Egli mostrò la canzone a Nat King Cole, che la fece diventare uno dei più grandi singoli della sua carriera. Il titolo gli fu suggerito dalla prima moglie di Troup, Cynthia, che lo accompagnò durante il viaggio. La canzone più tardi divenne un pezzo del repertorio di Chuck Berry e fu incisa da molti altri artisti, inclusi i Rolling Stones e i Depeche Mode.
- La strada dette il suo nome anche ad un popolare spettacolo televisivo Route 66, trasmesso dal 1960 al 1964 dalla CBS. Lo spettacolo vedeva Martin Milner e George Maharis nei ruoli di "Tod" e "Buzz", due giovani americani a bordo della loro Corvette in cerca di avventure sulle strade americane. Stranamente molte delle riprese furono effettuate in studio invece che nella realtà. Da allora la Corvette è l'auto che maggiormente è stata associata alla Route 66.
- Un altro prodotto della General Motors è associato alla Route 66: il Cadillac Ranch, posto vicino ad Amarillo (in Texas) è noto per avere 10 Cadillac d'epoca infilate in senso diagonale nel terreno con il muso sotto terra.Uno dei numerosi tratti rettilinei della strada

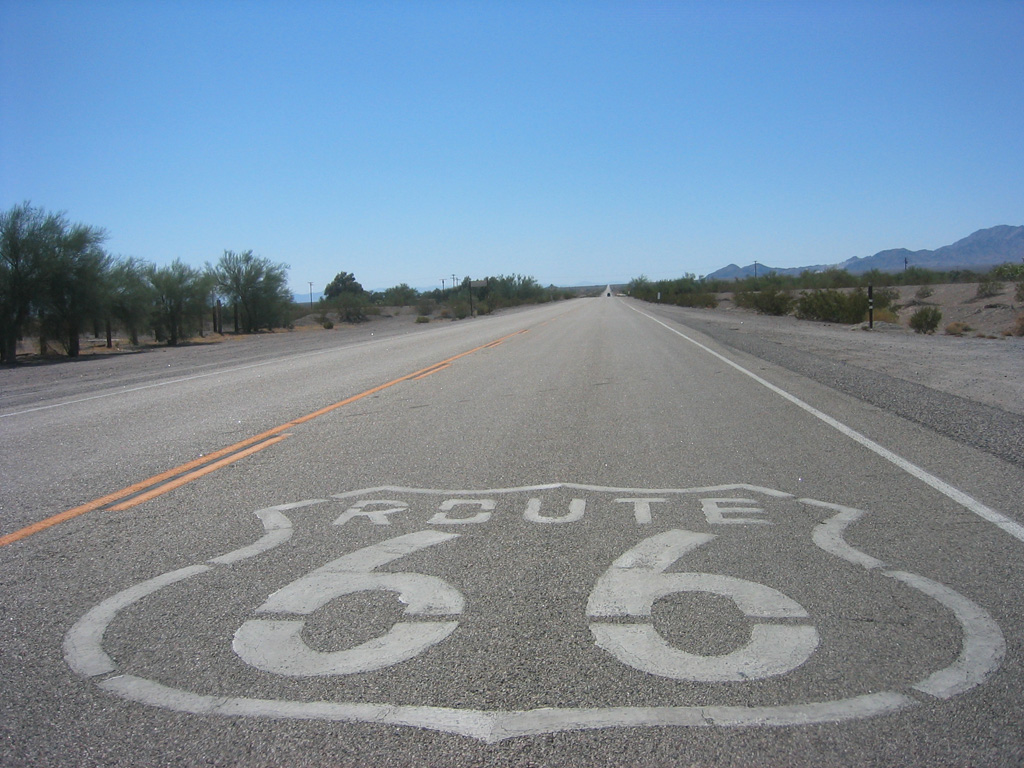
Uno dei numerosi tratti rettilinei della strada

- La squadra di pallacanestro della NBA Development League di Tulsa, i Tulsa 66ers, deve il suo nome alla strada. Questa ha dato il nome anche ad una squadra della Minor League Baseball dal nome Inland Empire 66ers.
- Al giorno d'oggi la linea di jeans di K-Mart porta il nome della vecchia Highway con il nome Route 66.
- Nel film della Disney In viaggio con Pippo (A Goofy movie), Pippo e suo figlio Max vanno in vacanza usando la Highway 66.
- Nella serie televisiva Stargate SG-1, nell'episodio "1969", il gruppo di SG-1 guida un furgoncino Volkswagen lungo buona parte del percorso della strada, con i cartelli Route 66 al loro posto.
- Anche una casa produttrice di software per la navigazione ha preso il nome ed il simbolo dalla Highway.
- Nel film d'animazione Cars - Motori ruggenti la cittadina di Radiator Springs sorge proprio sulla Route 66: qui si svolge infatti buona parte della storia di Saetta McQueen.
- La società Imperial Tobacco International Limited, fra le principali al mondo nel settore tabacco, ha messo in commercio un marchio di sigarette di nome Route 66.
- Nel videogioco Overwatch una mappa prende il nome e l'ambientazione della Route 66.
- La Route 66 è presente nel videogioco d'azione Grand Theft Auto V (chiamata "route 68").
- La Route 66 è oggetto del libro Il viaggio di Sammy, scritto dall'attivista vicentino Sammy Basso.

## Soprannomi
Con il passare degli anni, la U.S. Highway 66 ha ricevuto molti soprannomi:
1. la Grande Via Diagonale — Subito dopo essere stata decisa la costruzione della Route 66 ricevette questo nome a causa del suo andamento diagonale al contrario delle altre Highways;
2. il corso dell'America — Pubblicizzata così dalla US Highway 66 Association per promuoverla. Il soprannome è stato reclamato anche dai supporters della U.S. Highway 40, ma il gruppo della Route 66 ebbe maggiore successo;
3. la Strada Madre — Così battezzata da John Steinbeck nel libro The Grapes of Wrath (Furore), per cui il nomignolo è utilizzato ancor oggi;
4. la Highway di Will Rogers — "Ufficialmente" chiamata così dalla US Highway 66 Association nel 1952. La targa che dedica la strada all'umorista è ancora dove era l'estremità occidentale a Santa Monica (California).